# Tristão Vaz Teixeira

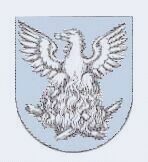
Armoiries de Tristão Vaz Teixeira.

Tristão Vaz Teixeira (né vers 1395-1480) est un navigateur et explorateur portugais qui participa, avec João Gonçalves Zarco et Bartolomeu Perestrelo, à la découverte, la reconnaissance et la colonisation de Madère et de son archipel  en (1419-1420) .
Chevalier de la maison de Henri le Navigateur, il reçut - en reconnaissance de ses services - d'être nommé capitaine-gouverneur de la moitié de l'île (celle dépendant de Machico). Son vrai nom était Tristão Vaz ; Teixeira lui a été adjoint plus tard en tant que patronyme de son épouse Branca Teixeira.